# Luis Valbuena
Pour les articles homonymes, voir Valbuena.
Luis Adan Valbuena, né le 30 novembre 1985 à Caja Seca (Venezuela) et mort le 6 décembre 2018, était un joueur de champ intérieur vénézuélien de la Ligue majeure de baseball.

## Carrière

### Mariners de Seattle
Recruté comme agent libre amateur par les Mariners de Seattle le 29 août 2002, Luis Valbuena évolue en Académie au Venezuela en 2003 au 2004 au sein du club de jeunes d'Aguirre, en contrat avec les Mariners pour développer au Venezuela de jeunes espoirs. A Aguirre, il est coéquipier d'Asdrubal Cabrera. Les deux joueurs deviennent amis.
Luis Valbuena joue en ligues mineures de 2005 à 2008 avant d'être appelé en Ligue majeure en septembre 2008. Sous l'uniforme des Mariners, il prend part à 18 matches pour 49 passages au marbre, 12 coups sûrs et une moyenne au bâton de 0,245.

### Indians de Cleveland
Le 10 décembre 2008, le lanceur de relève Joe Smith (ex-Mets de New York) et Luis Valbuena signent à Cleveland à l'occasion d'un échange impliquant trois franchises et douze joueurs.
Au début de la saison 2009, Luis Valbuena est affecté en Triple-A chez les Columbus Clippers, club-école des Indians. Il est appelé dans l'effectif actif des Indians début mai et s'installe dès lors comme titulaire, principalement au deuxième but. Il prend part à 103 matches, dont 75 comme partant.

### Blue Jays de Toronto
Le 26 novembre 2011, Luis Valbuena est transféré des Indians aux Blue Jays de Toronto.

### Cubs de Chicago
Le 4 avril 2012, au dernier jour du camp d'entraînement des Blue Jays, Luis Valbuena est réclamé au ballottage par les Cubs de Chicago.

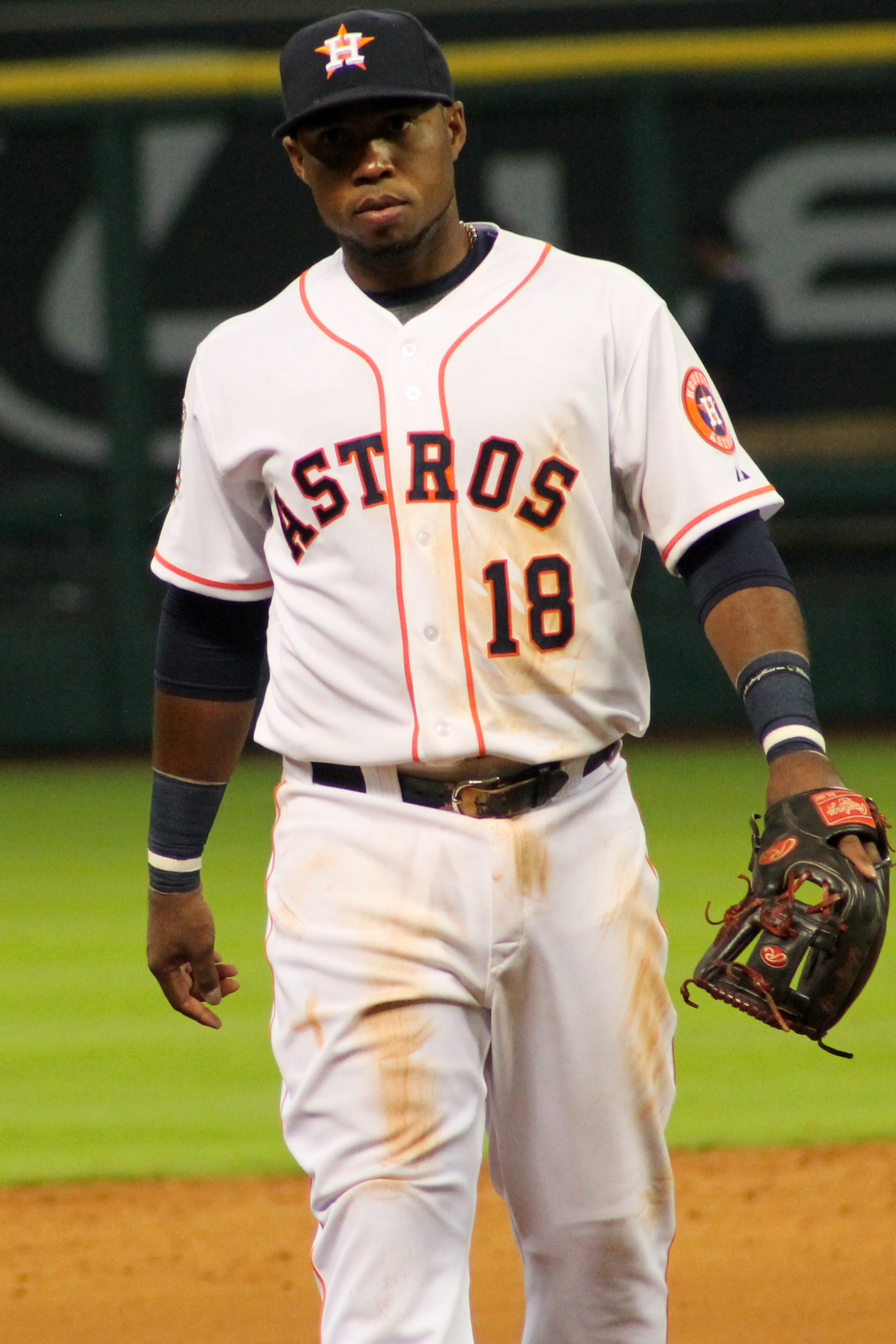
Luis Valbuena en 2015 avec les Astros de Houston.

En trois saisons à Chicago, de 2012 à 2014, Luis Valbuena est joueur de troisième but. En 347 matchs joués sur ces 3 saisons, sa moyenne au bâton s'élève à ,232 avec 32 circuits et 116 points produits. En 2014, il connaît sa meilleure année à l'attaque avec des records personnels de 119 coups sûrs, 33 doubles, 4 triples, 16 circuits, 68 points marqués et 51 points produits en 149 parties jouées.

### Astros de Houston
Le 19 janvier 2015, Luis Valbuena et le lanceur droitier Dan Straily sont échangés des Cubs aux Astros de Houston en retour du voltigeur Dexter Fowler.
Luis Valbuena frappe 25 circuits pour les Astros en saison régulière 2015 et en ajoute un en éliminatoires, un coup de deux points contre Kansas City dans le dernier affrontement de la Série de divisions entre les deux clubs, où il est le seul joueur des Astros à avoir le moindre succès contre le lanceur des Royals, Johnny Cueto, dominant lors de cette rencontre ultime qui élimine les Astros. 

### Angels de Los Angeles
Luis Valbuena rejoint en 2017 les Angels de Los Angeles.

## Statistiques
| Saison | Équipe    | G   | AB  | R  | H   | 2B | 3B | HR | RBI | SB | BA    |
| ------ | --------- | --- | --- | -- | --- | -- | -- | -- | --- | -- | ----- |
| 2008   | Seattle   | 18  | 49  | 6  | 12  | 5  | 0  | 0  | 1   | 0  | 0,245 |
| 2009   | Cleveland | 103 | 368 | 52 | 92  | 25 | 3  | 10 | 31  | 2  | 0,250 |
| 2010   | Cleveland | 91  | 275 | 22 | 53  | 12 | 0  | 2  | 24  | 1  | 0,193 |
| Totaux | Totaux    | 212 | 692 | 80 | 157 | 42 | 3  | 12 | 56  | 3  | 0,227 |

Note : G = Matches joués ; AB = Passages au bâton; R = Points ; H = Coups sûrs ; 2B = Doubles ; 3B = Triples ; 
HR = Coup de circuit ; RBI = Points produits ; SB = Buts volés ; BA = Moyenne au bâton.